# WTA Elite Trophy
A WTA Elite Trophy tenisztorna a WTA által évente megrendezésre kerülő esemény a WTA Finals tornán szereplő versenyzőket a világranglistán elért helyezésük alapján követő 11 játékos számára. A WTA Tournament of Champions torna utódja. Sérülés vagy egyéb lemondás miatt a ranglista következő versenyzői szerezhetnek kvalifikációt. Egy további versenyző számára a rendezők szabadkártyát biztosítanak. Párosban a WTA Finals tornán szereplő párosokat a világranglistán követő négy páros vehet részt a versenyen, a rendezők két további párosnak adnak szabadkártyát.
Az első versenyre 2015. november 2–8. között került sor. Helyszíne a Hengqin International Tennis Center a kínai Csuhajban. A verseny díjalapja 2015-ben 2 150 000 amerikai dollár volt. Az első helyezett 700 ranglistapontot szerzett.
A versenyen részt vevő 12 játékost négy háromfős csoportba sorsolják, és a négy csoportgyőztes alkotja az elődöntő mezőnyét. Az elődöntő hagyományos kieséses formában zajlik. A párosoknál a hat csapat két háromfős csoportban versenyez, és a két csoportgyőztes mérkőzik a bajnoki címért.

## Döntők

### Egyéni
| Év        | Győztes             | Ellenfél a döntőben | Eredmény a döntőben |
| --------- | ------------------- | ------------------- | ------------------- |
| 2023      | Beatriz Haddad Maia | Cseng Csin-ven      | 7–6(11), 7–6(4)     |
| 2020–2022 | Nem rendezték meg   | Nem rendezték meg   | Nem rendezték meg   |
| 2019      | Arina Szabalenka    | Kiki Bertens        | 6–4, 6–2            |
| 2018      | Ashleigh Barty      | Vang Csiang         | 6–3, 6–4            |
| 2017      | Julia Görges        | Coco Vandeweghe     | 7–5, 6–1            |
| 2016      | Petra Kvitová       | Elina Szvitolina    | 6–4, 6–2            |
| 2015      | Venus Williams      | Karolína Plíšková   | 7–5, 7–6(6)         |

### Páros
| Év        | Győztes                                    | Ellenfél a döntőben                            | Eredmény a döntőben |
| --------- | ------------------------------------------ | ---------------------------------------------- | ------------------- |
| 2023      | Beatriz Haddad Maia Veronyika Kugyermetova | Kato Miju Aldila Sutjiadi                      | 6–3, 6–3            |
| 2020–2022 | Nem rendezték meg                          | Nem rendezték meg                              | Nem rendezték meg   |
| 2019      | Ljudmila Kicsenok Andreja Klepač           | Tuan Jing-jing Jang Csao-hszüan                | 6–3, 6–3            |
| 2018      | Ljudmila Kicsenok Nagyija Kicsenok         | Aojama Súko Lidzija Marozava                   | 6–4, 3–6, [10–7]    |
| 2017      | Tuan jing-jing Han Hszin-jün               | Lu Csing-csing Csang Suaj                      | 6–2, 6–1            |
| 2016      | İpek Soylu Hszü Ji-fan                     | Jang Csao-hszüan Ju Hsziao-ti                  | 6–4, 3–6, [10–7]    |
| 2015      | Liang Csen Vang Ja-fan                     | Anabel Medina Garrigues Arantxa Parra Santonja | 6–4, 6–3            |